# Galba
Lucius Livius Ocella Servius Sulpicius Galba (24. prosinca 3. pr. Kr. – 15. siječnja 69. po. Kr.) rimski car.

## Životopis
Vladao je prvi u razdoblju znanom kao Godina četiri cara, vrlo kratko - sedam mjeseci, od 8. lipnja 68. do 15. siječnja 69. po. Kr. Prije dolaska na vlast, bio je namjesnik u Hispaniji. Galba je slovio kao škrt čovjek koji je ograničio državne rashode. Ubili su ga pretorijanci.

## Vanjske poveznice
|  | Zajednički poslužitelj ima još gradiva o temi Galba |

| Prethodnik:       | Rimski carevi | Nasljednik: |
| Neron (54. - 68.) | Rimski carevi | Oton (69.)  |